# 曾卿
曾卿（1969年6月—），男，四川遂宁人，中华人民共和国政治人物。曾任广安市市长、四川省商务厅厅长、四川省政府秘书长。现任成都市政协主席。

## 生平
1987年9月，考入南京航空航天大学机械工程系机械制造工艺与设备专业。1991年，获工学学士学位，同年进入航空航天工业部成都发动机公司质量处，担任技术员。1995年12月，加入中国共产党。1997年，获得四川大学国民经济管理系国民经济管理专业硕士学位，同年任四川省人民政府研究室经济处、综合处主任科员。2001年，调入中共四川省委，担任办公厅综合室主任科员、副调研员。2004年1月，担任办公厅综合室副主任。2008年11月，担任办公厅综合室主任。2010年1月，担任中共四川省委办公厅副主任、办公厅综合室主任。2012年4月，担任中共四川省委副秘书长、办公厅综合室主任。2015年3月，担任中共四川省委副秘书长、省委政策研究室主任，省委改革办常务副主任。
2017年9月，任中共广安市委副书记、广安市人民政府市长。2018年2月24日，当选为第十三届全国人大代表。
2021年5月，出任四川省商务厅厅长。
2022年9月，任四川省人民政府秘书长、党组成员。
2025年2月，任成都市政协主席。